# Santa Rosa de Lima (Llafranc)
Santa Rosa de Lima és una església al poble de Llafranc, inclosa en l'Inventari del Patrimoni Arquitectònic de Catalunya. L'església, dedicada a Santa Rosa de Lima i sufragània de la parròquia de Sant Martí de Palafrugell, va ser bastida a finals del segle xix, segons consta a la inscripció de la llinda a la porta d'accés, col·locada en el moment d'ampliació del temple: "CONSTRUCTA 1896. AMPLIATA 1958". Josep Pla explica que fou dedicada a Santa Rosa, perquè era aquest el nom d'una senyora estiuejant que contribuí a l'obra.

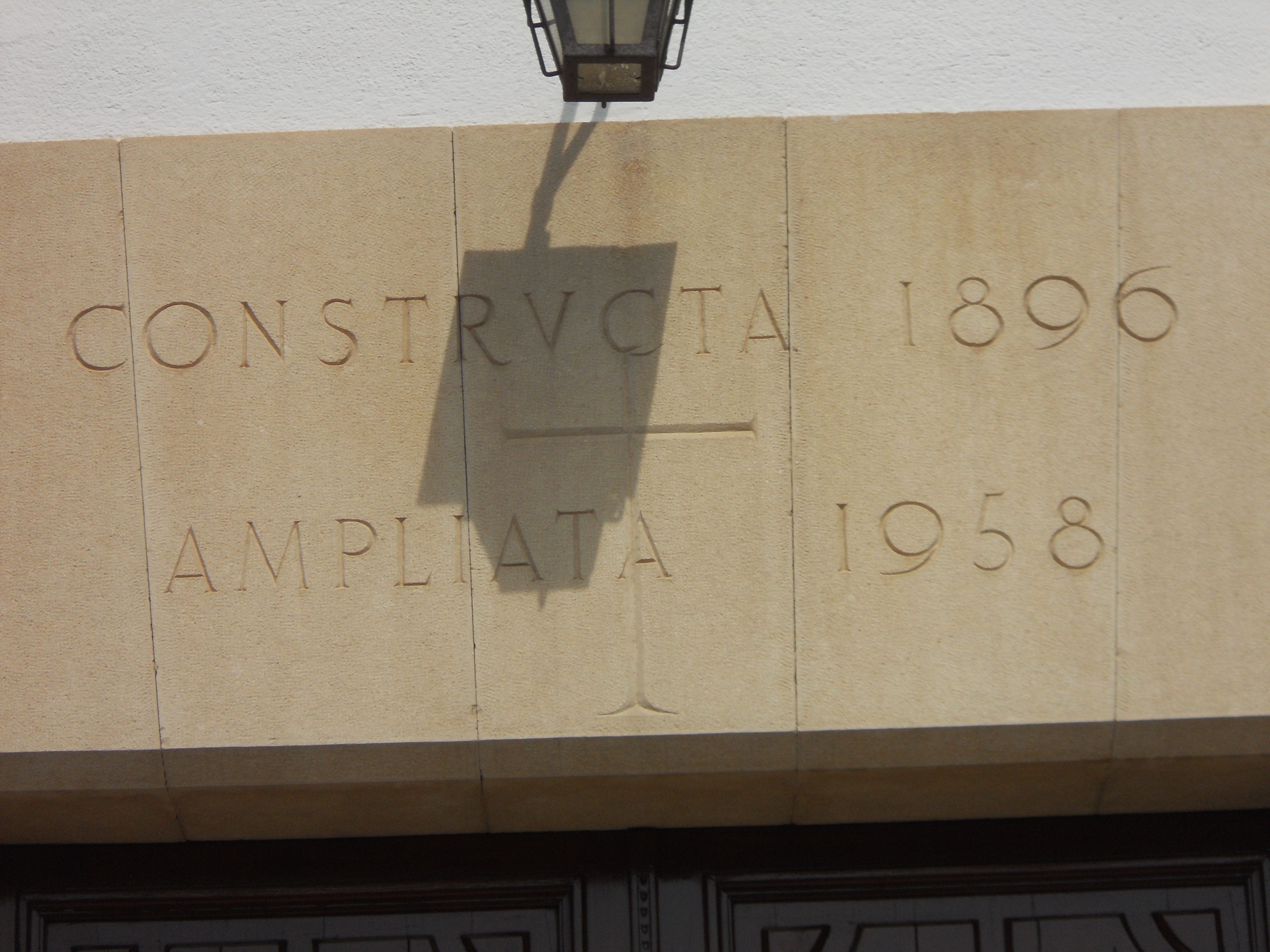
Llinda de la porta d'accés

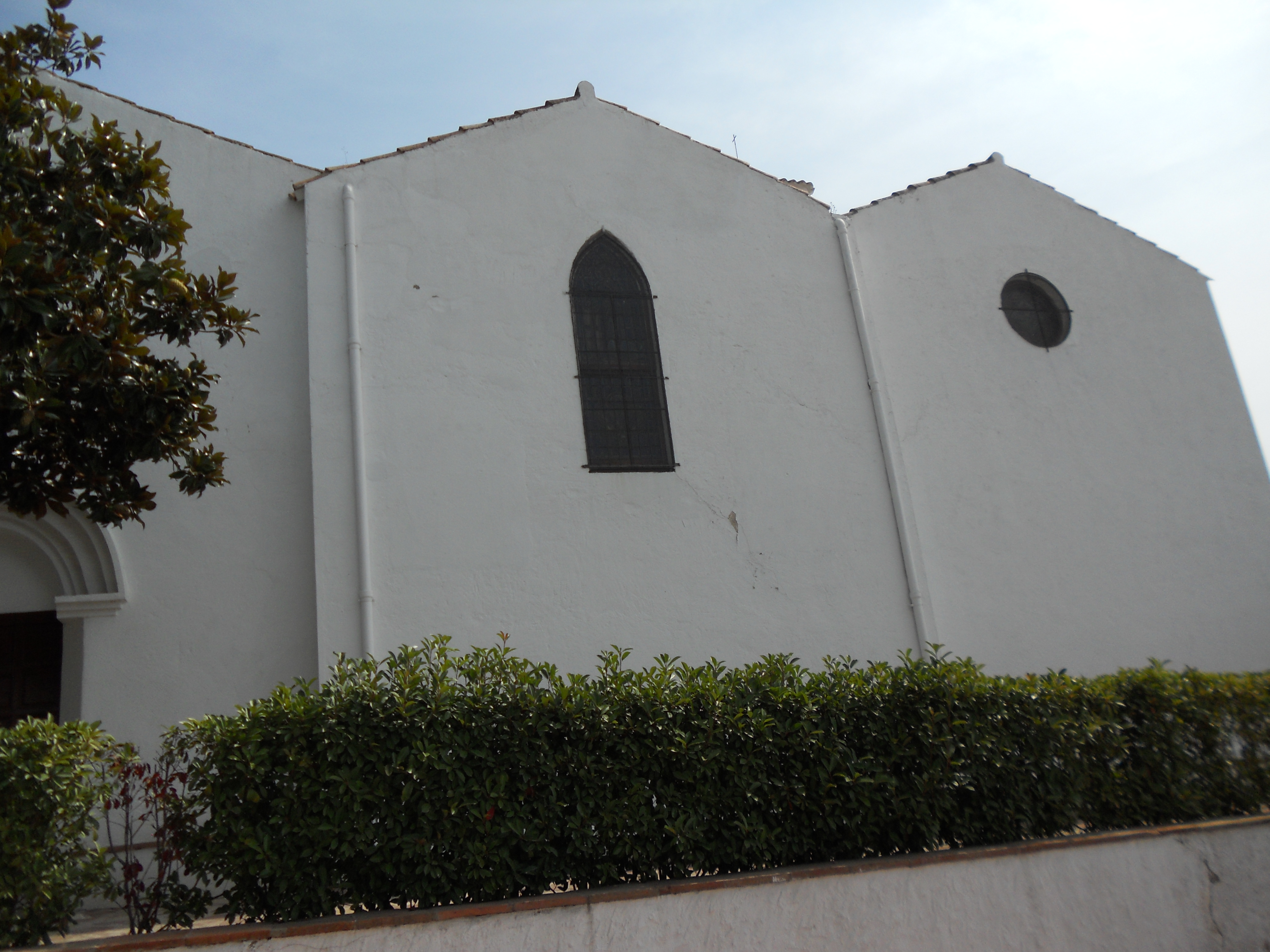
Lateral

L'edifici de l'església de Santa Rosa de Lima és d'estructura senzilla. Es troba elevat en una terrassa que salva el desnivell del terreny, i té la façana orientada a llevant. El temple és d'una nau, amb tres capelles laterals a cada costat que sobresurten a l'exterior i tenen cobertes individuals a dues vessants, perpendiculars a la nau. L'absis és amagat exteriorment per altres construccions. La porta d'accés és rectangular, amb una inscripció a la llinda. Al damunt hi ha dues finestres d'arc de mig punt allargades. La coberta és de teula, a dues vessants. El campanar, situat a la banda dreta, és de base quadrada, angles aixamfranats, finestres d'arc de mig punt i coberta de pavelló.
A la façana es manté l'estructura primitiva, amb porta emmarcada amb pedra i un gran finestral germinat. L'edifici exteriorment és remolinat i encalcinat. El presbiteri és decorat amb pintures al fresc al·lusives a la vida de Santa Rosa de Lima, la patrona: visita de l'infant Jesús a la Santa abans d'esdevenir religiosa; el moment que li lliura les eines de treball; la Santa es talla la cabellera; i el canvi d'una corona d'espines per una altra de roses. Aquestes pintures són de Guillem Soler i Gatvillaró (1906-1971).
Està emplaçada al promontori del centre de la vall que forma la platja, el mateix indret on hi hagué l'acròpolis i una zona cementirial del poblat d'època romana.
Amb Sant Pere de Calella, forma un districte parroquial independent de Palafrugell, de quina parròquia fou sufragània en un principi.